# Renê Campos Pereira
Renê Campos Pereira (Itapetininga, 27 de junho de 1980) é um remador paralímpico brasileiro. Pai de Arthur Pereira Pinto e Maria Eva Pereira Pinto. A sua primeira experiência com o remo foi em um ergômetro em 2012 e começou a treinar intensivamente após 2015. Além de ser faixa preta no caratê, Renê foi eleito Remador do Ano pelo Comitê Paralímpico Brasileiro. Ele competiu nos Jogos Paralímpicos de Verão de 2020 em Tóquio, onde conquistou a medalha de bronze na prova individual masculina do skiff simples

## Biografia
A primeira experiência com o remo foi em um ergômetro em 2012 e começou a treinar intensivamente após 2015. Além de ser faixa preta no caratê, Renê foi eleito Remador do Ano pelo Comitê Paralímpico Brasileiro. Ele competiu nos Jogos Paralímpicos de Verão de 2020 em Tóquio, onde conquistou a medalha de bronze na prova individual masculina do skiff simples PR1M1x.